# Anindita Nayar
Anindita Nayar (Nueva Delhi, 1 de julio de 1988) es una actriz india de cine y televisión.

## Carrera
Anindita realizó su primer comercial publicitario para la marca Idea con la canción "No Idea - Get Idea", junto a Abhishek Bachchan. También hizo comerciales para Panasonic junto a Ranbir Kapoor y para Garnier Color Naturals junto a Karisma Kapoor. En 2014 debutó en el cine en la película Amit Sahni Ki List. Ese mismo año protagonizó la película 3 AM de Vishal Mahadkar. En 2016 interpretó a la doctora Nandini Kapoor en la serie de televisión P.O.W. - Bandi Yuddh Ke, desarrollada por Nikkhil Advani.

## Filmografía
| Año  | Título                      | Rol                          | Idioma | Notas                                 |
| ---- | --------------------------- | ---------------------------- | ------ | ------------------------------------- |
| 2014 | Amit Sahni Ki List          | Devika Dev-investment banker | Hindi  | Estrenada el 18 de julio de 2014      |
| 2014 | 3: AM: The Hour of the Dead | Sara-papel principal         | Hindi  | Estrenada el 19 de septiembre de 2014 |
| 2015 | Hasmukh Pighal Gaya         |                              | Hindi  |                                       |
| 2016 | P.O.W.- Bandi Yuddh Ke      | Dra. Nandini Kapoor          |        |                                       |